# Дірк VII
Дірк VII (нід. Dirk VII van Holland; 1165 — 4 листопада 1203) — граф Голландський і Зеландський в 1190—1203 роках.

## Життєпис
Походив з династії Герульфінгів. Старший син Флоріса III, графа Голландії і Зеландії, та Ади Гантінгтонської. Народився 1165 року. Про молоді роки замало відомостей. 1186 року оженився з представницею Клевського дому. 1189 року оголошений намісником графства на час відсутності батька, що рушив у хрестовий похід.
1190 року після смерті Флоріса III став новим графом Голландії та Зеландії (в останньому співграфом з Бодуеном V де Ено). 1191 року за підтримку імператора Генріха VI отримав від того підтвердження прав на митний збір в Герфліті, місто Дордрехт, яке було передано від Утрехтської єпархії, та право спадкування Голландії за жіночою лінією.

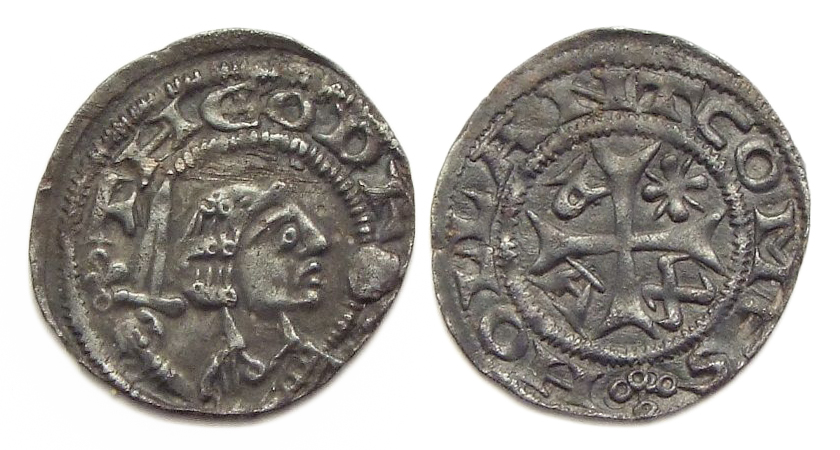
Срібний пенінг Дірка VII

1196 року після смерті свого стрийка Бодуена II, єпископа Утрехту, став його адміністратором. Намагався поставити єпископом іншого стрийка — Дірка. Проте спочатку було затверджено на утрехтській кафедрі Арнольда фон Ізенбурга, кандидата Оттона I Вассенбурга, графа Гельдерну. Втім Дірк VII вигнав Арнольда, що спричинило війну з графством Гельдерн. В результаті Дірка визнали в Нижньому Утрехті, а Арнольда — у Верхньому Утрехті. Зрештою голландське військо в битві біля Греббебергу завдало поразки Оттону Гельдернському. Після смерті Арнольда фон Ізенбурга папа римський Целестин III затвердив єпископом Дірка Голландського, але той 1197 року помер.
1194 року повстав брат Вільгельм, якого підтримали фризькі землі Вестерго і Остерго. 1195 року Дірк VII, що перебував тоді в Зеландії, відправив дружину Адельгейду, яка 1195 року підкупила західних фризів, внаслідок чого змусила Вільгельма припинити заворушення. Тому було надано графство Середня Фризія.
1197 року після смерті імператора Генріха VI перейшов допомагати Філіппу Гогенштауфену у боротьбі проти Оттона Вельфа. На бік останнього перейшов брат Вільгельм.
Натомість Дірк VII уклав союз з Оттоном I, графом Гельдерну, із яким 1202 року атакував Генріха I, герцога Брабанту, прихильника Вельфів. Проте війська союзників зазнали поразки біля Гайсдену, а Дірк VII потрапив у полон. Для звільнення сплатив викуп, визнав зверхність брабантського герцога в Південній Голландії, а Дітриха II фон Аре, єпископа Утрехту, в Північній Голландії, а також зобов'язався надати допомогу Оттонові Вельфу. Втім 1203 року Дірк VII раптово помер. Йому спадкувала донька Ада.

## Родина
Дружина — Адельгейда, донька Дітриха II, графа Клеве.
Діти:
- Адельгейда (бл. 1186 — бл. 1203)
- Ада (бл. 1188 — 1223), графиня Голландії
- Петронілла